# 大卡緬卡 (盧甘斯克州)
48°8′26″N 39°26′2″E / 48.14056°N 39.43389°E
大卡缅卡，或按乌克兰语译作大卡姆揚卡（羅馬化：Velykokamianka），法理上是烏克蘭東部盧甘斯克州多夫然斯克区的多夫然斯克市鎮的鎮。該鎮始建於1861年，面積1.71平方公里，2011年人口1,163，該市級鎮人口密度每平方公里680.12人。
该市级镇作为罗韦尼基市议会的一部分，自2014年以来处于卢甘斯克人民共和国的控制之下。因此该镇仍实际上隶属于罗韦尼基市议会。